# Omloop Het Nieuwsblad 2023
L'Omloop Het Nieuwsblad 2023 fou la 78a edició de l'Omloop Het Nieuwsblad. Es disputà el 25 de febrer de 2022 sobre un recorregut de 207,3 km amb sortida a Gant i arribada a Ninove. La cursa formà part per de l'UCI World Tour 2023, amb una categoria 1.UWT i servia per inaugurar el calendari de clàssiques belgues.
El vencedor fou el neerlandès Dylan van Baarle (Team Jumbo-Visma), que s'imposà en solitari en l'arribada a Ninove. Arnaud De Lie (Lotto Dstny) i Christophe Laporte (Team Jumbo-Visma), completaren el podi.

## Recorregut
El recorregut incorpora dotze cotes, algunes d'elles cobertes amb llambordes, així com nou trams de llambordes:
| Núm. | Nom                     | Km d'etapa (km) | Ferm              | Llargada(m) | Mitjana de desnivell (%) | Màxim desnivell (%) | Km a meta |
| ---- | ----------------------- | --------------- | ----------------- | ----------- | ------------------------ | ------------------- | --------- |
| 1    | Leberg                  | 39,2            | asfalt            | 950         | 4,2 %                    | 13,8 %              | 168,1     |
| 2    | Katteberg               | 108,7           | llambordes        | 900         | 5,6 %                    | 10,3 %              | 98,6      |
| 3    | Leberg                  | 118,3           | asfalt            | 950         | 4,2 %                    | 13,8 %              | 89,0      |
| 4    | Hostellerie             | 135,3           | asfalt            | 1 300       | 5,1 %                    | 9 %                 | 72        |
| 5    | Valkenberg              | 143,2           | asfalt            | 540         | 8,1 %                    | 12,8 %              | 64,1      |
| 6    | Wolvenberg              | 153,7           | asfalt/llambordes | 645         | 7,9 %                    | 17,3 %              | 53,6      |
| 7    | Molenberg               | 166,1           | llambordes        | 463         | 7 %                      | 14,2 %              | 41,2      |
| 8    | Leberg                  | 173,6           | asfalt            | 950         | 4,2 %                    | 13,8 %              | 33,7      |
| 9    | Berendries              | 177,7           | asfalt            | 940         | 7 %                      | 12,3 %              | 29,6      |
| 10   | Elverenberg - Vossenhol | 180,1           | asfalt            | 1 268       | 3,6 %                    | 9 %                 | 27,2      |
| 11   | Muur van Geraardsbergen | 191,6           | pavés             | 1 139       | 9,2 %                    | 19,8 %              | 15,7      |
| 12   | Bosberg                 | 195,5           | asfalt/llambordes | 980         | 5,8 %                    | 11 %                | 11,8      |

A més d'aquestes 13 ascensions hi havia 9 sectors de llambordes:
| Trams de llambordes |             |       |             |           |
| Número              | Nom         | Km    | Llargada(m) | Km a meta |
| ------------------- | ----------- | ----- | ----------- | --------- |
| 1                   | Haaghoek    | 36,2  | 2.000       | 171,1     |
| 2                   | Lange Munte | 93,2  | 2.500       | 114,1     |
| 3                   | Holleweg    | 109,5 | 1.500       | 97,8      |
| 4                   | Haaghoek    | 115,2 | 2.000       | 92,1      |
| 5                   | Paddestraat | 124,4 | 2.030       | 82,9      |
| 6                   | Holleweg    | 151,1 | 650         | 56,2      |
| 7                   | Kergate     | 157,3 | 1.400       | 50        |
| 8                   | Jagerij     | 159,9 | 800         | 47,4      |
| 9                   | Haaghoek    | 170,6 | 2.000       | 36,7      |

## Equips
En aquesta edició van prendre part 25 equips: 18 de categoria UCI WorldTeam i 7 de categoria ProTeams.
| WorldTeams (18)- AG2R Citroën Team - Alpecin-Deceuninck - Arkéa-Samsic - Astana Qazaqstan Team - Bahrain Victorious - Bora-Hansgrohe - Cofidis - EF Education-EasyPost - Groupama-FDJ - Ineos Grenadiers - Intermarché-Circus-Wanty - Jumbo-Visma - Movistar Team - Soudal Quick-Step - Team Jayco AlUla - Team DSM - Trek-Segafredo - UAE Team Emirates ProTeams (7)- Bingoal WB - Human Powered Health - Israel-Premier Tech - Lotto Dstny - Team Flanders-Baloise - TotalEnergies - Uno-X Pro Cycling Team |
| |

## Classificació final
| \| Classificació general \| Classificació general \| Classificació general \| Classificació general \| Classificació general \| \| Corredor \| Corredor \| Equip \| Temps \| \| \| --------------------- \| --------------------- \| ---------------------- \| --------------------- \| --------------------- \| \| 1r \| Dylan van Baarle \| Jumbo-Visma \| 4h 54' 49" \| \| \| 2n \| Arnaud De Lie \| Lotto Dstny \| + 20" \| \| \| 3r \| Christophe Laporte \| Jumbo-Visma \| + 20" \| \| \| 4t \| Alexander Kristoff \| Uno-X Pro Cycling Team \| + 20" \| \| \| 5è \| Thomas Pidcock \| Ineos Grenadiers \| + 20" \| \| \| 6è \| Davide Ballerini \| Soudal Quick-Step \| + 20" \| \| \| 7è \| Nils Politt \| Bora-Hansgrohe \| + 20" \| \| \| 8è \| Andrea Pasqualon \| Bahrain Victorious \| + 20" \| \| \| 9è \| Rui Oliveira \| UAE Team Emirates \| + 20" \| \| \| 10è \| Sep Vanmarcke \| Israel-Premier Tech \| + 20" \| \| |                    |                        |            |
| |                    |                        |            |
| Font: ProCyclingStats |                    |                        |            |
| Classificació general |                    |                        |            |
| Corredor | Corredor           | Equip                  | Temps      |
| 1r | Dylan van Baarle   | Jumbo-Visma            | 4h 54' 49" |
| 2n | Arnaud De Lie      | Lotto Dstny            | + 20"      |
| 3r | Christophe Laporte | Jumbo-Visma            | + 20"      |
| 4t | Alexander Kristoff | Uno-X Pro Cycling Team | + 20"      |
| 5è | Thomas Pidcock     | Ineos Grenadiers       | + 20"      |
| 6è | Davide Ballerini   | Soudal Quick-Step      | + 20"      |
| 7è | Nils Politt        | Bora-Hansgrohe         | + 20"      |
| 8è | Andrea Pasqualon   | Bahrain Victorious     | + 20"      |
| 9è | Rui Oliveira       | UAE Team Emirates      | + 20"      |
| 10è | Sep Vanmarcke      | Israel-Premier Tech    | + 20"      |

## Llista de participants
| Jumbo-Visma TJV | Jumbo-Visma TJV            | Jumbo-Visma TJV |
| --------------- | -------------------------- | --------------- |
| Núm             | Ciclista                   | Pos             |
| 1               | Tiesj Benoot (BEL)         | 15è             |
| 2               | Edoardo Affini (ITA)       | 115è            |
| 3               | Christophe Laporte (FRA)   | 3r              |
| 4               | Jan Tratnik (SLO)          | 94è             |
| 5               | Dylan van Baarle (NED)     | 1r              |
| 6               | Tim Van Dijke (NED)        | 114è            |
| 7               | Nathan Van Hooydonck (BEL) | 30è             |

| Soudal Quick-Step SOQ | Soudal Quick-Step SOQ         | Soudal Quick-Step SOQ |
| --------------------- | ----------------------------- | --------------------- |
| Núm                   | Ciclista                      | Pos                   |
| 11                    | Yves Lampaert (BEL)           | 71è                   |
| 12                    | Davide Ballerini (ITA)        | 6è                    |
| 13                    | Tim Declercq (BEL)            | DNF                   |
| 14                    | Stan Van Tricht (BEL)         | 125è                  |
| 15                    | Casper Pedersen (DEN)         | 59è                   |
| 16                    | Florian Sénéchal (FRA) (ruta) | 77è                   |
| 17                    | Jannik Steimle (GER)          | 116è                  |

| Intermarché-Circus-Wanty ICW | Intermarché-Circus-Wanty ICW | Intermarché-Circus-Wanty ICW |
| ---------------------------- | ---------------------------- | ---------------------------- |
| Núm                          | Ciclista                     | Pos                          |
| 21                           | Sven Erik Bystrøm (NOR)      | 54è                          |
| 22                           | Rune Herregodts (BEL)        | DNF                          |
| 23                           | Arne Marit (BEL)             | 105è                         |
| 24                           | Hugo Page (FRA)              | 110è                         |
| 25                           | Baptiste Planckaert (BEL)    | 93è                          |
| 26                           | Mike Teunissen (NED)         | 11è                          |
| 27                           | Laurenz Rex (BEL)            | DNF                          |

| Alpecin-Deceuninck ADC | Alpecin-Deceuninck ADC     | Alpecin-Deceuninck ADC |
| ---------------------- | -------------------------- | ---------------------- |
| Núm                    | Ciclista                   | Pos                    |
| 31                     | Jasper Philipsen (BEL)     | 33è                    |
| 32                     | Dries De Bondt (BEL)       | 44è                    |
| 33                     | Michael Gogl (AUT)         | DNF                    |
| 34                     | Søren Kragh Andersen (DEN) | 99è                    |
| 35                     | Oscar Riesebeek (NED)      | 89è                    |
| 36                     | Robert Stannard (AUS)      | 66è                    |
| 37                     | Gianni Vermeersch (BEL)    | 72è                    |

| AG2R Citroën Team ACT | AG2R Citroën Team ACT   | AG2R Citroën Team ACT |
| --------------------- | ----------------------- | --------------------- |
| Núm                   | Ciclista                | Pos                   |
| 41                    | Greg Van Avermaet (BEL) | 34è                   |
| 42                    | Oliver Naesen (BEL)     | 19è                   |
| 43                    | Lawrence Naesen (BEL)   | 84è                   |
| 44                    | Stan Dewulf (BEL)       | 41è                   |
| 45                    | Benoît Cosnefroy (FRA)  | 63è                   |
| 46                    | Michael Schär (SUI)     | DNF                   |
| 47                    | Damien Touzé (FRA)      | 70è                   |

| Astana Qazaqstan Team AST | Astana Qazaqstan Team AST   | Astana Qazaqstan Team AST |
| ------------------------- | --------------------------- | ------------------------- |
| Núm                       | Ciclista                    | Pos                       |
| 51                        | Leonardo Basso (ITA)        | 107è                      |
| 52                        | Luis León Sánchez Gil (ESP) | 119è                      |
| 53                        | Manuele Boaro (ITA)         | DNF                       |
| 54                        | Ievgueni Guiditx (KAZ)      | DNF                       |
| 55                        | Yevgeniy Fedorov (KAZ)      | 85è                       |
| 56                        | Martin Laas (EST)           | DNF                       |
| 57                        | Gleb Syrica                 | DNF                       |

| Bahrain Victorious TBV | Bahrain Victorious TBV | Bahrain Victorious TBV |
| ---------------------- | ---------------------- | ---------------------- |
| Núm                    | Ciclista               | Pos                    |
| 61                     | Matej Mohorič (SLO)    | 21è                    |
| 62                     | Filip Maciejuk (POL)   | 69è                    |
| 63                     | Jonathan Milan (ITA)   | 36è                    |
| 64                     | Andrea Pasqualon (ITA) | 8è                     |
| 65                     | Dušan Rajović (SRB)    | 88è                    |
| 66                     | Jasha Sütterlin (GER)  | DNF                    |
| 67                     | Fred Wright (GBR)      | 57è                    |

| Bora-Hansgrohe BOH | Bora-Hansgrohe BOH       | Bora-Hansgrohe BOH |
| ------------------ | ------------------------ | ------------------ |
| Núm                | Ciclista                 | Pos                |
| 71                 | Jordi Meeus (BEL)        | DNF                |
| 72                 | Nico Denz (GER)          | DNF                |
| 73                 | Marco Haller (AUT)       | 80è                |
| 74                 | Jonas Koch (GER)         | 28è                |
| 75                 | Luis-Joe Lührs (GER)     | DNF                |
| 76                 | Nils Politt (GER) (ruta) | 7è                 |
| 77                 | Ide Schelling (NED)      | 14è                |

| Cofidis COF | Cofidis COF            | Cofidis COF |
| ----------- | ---------------------- | ----------- |
| Núm         | Ciclista               | Pos         |
| 81          | Axel Zingle (FRA)      | 95è         |
| 82          | André Carvalho (POR)   | DNF         |
| 83          | Wesley Kreder (NED)    | DNF         |
| 84          | Christophe Noppe (BEL) | 109è        |
| 85          | Alexis Renard (FRA)    | 53è         |
| 86          | Jelle Wallays (BEL)    | 87è         |
| 87          | Piet Allegaert (BEL)   | 12è         |

| EF Education-EasyPost EFE | EF Education-EasyPost EFE | EF Education-EasyPost EFE |
| ------------------------- | ------------------------- | ------------------------- |
| Núm                       | Ciclista                  | Pos                       |
| 91                        | Jens Keukeleire (BEL)     | 64è                       |
| 92                        | Owain Doull (GBR)         | 16è                       |
| 93                        | Stefan Bissegger (SUI)    | 20è                       |
| 94                        | Jonas Rutsch (GER)        | 24è                       |
| 95                        | Thomas Scully (NZL)       | NP                        |
| 96                        | James Shaw (GBR)          | 67è                       |
| 97                        | Julius van den Berg (NED) | 29è                       |

| Groupama-FDJ GFC | Groupama-FDJ GFC      | Groupama-FDJ GFC |
| ---------------- | --------------------- | ---------------- |
| Núm              | Ciclista              | Pos              |
| 101              | Stefan Küng (SUI)     | 25è              |
| 102              | Lewis Askey (GBR)     | 61è              |
| 103              | Kevin Geniets (LUX)   | 27è              |
| 104              | Olivier Le Gac (FRA)  | 52è              |
| 105              | Fabian Lienhard (SUI) | 78è              |
| 106              | Jake Stewart (GBR)    | 17è              |
| 107              | Samuel Watson (GBR)   | 75è              |

| Ineos Grenadiers IGD | Ineos Grenadiers IGD     | Ineos Grenadiers IGD |
| -------------------- | ------------------------ | -------------------- |
| Núm                  | Ciclista                 | Pos                  |
| 111                  | Thomas Pidcock (GBR)     | 5è                   |
| 112                  | Brandon Rivera (COL)     | DNF                  |
| 113                  | Michał Kwiatkowski (POL) | 106è                 |
| 114                  | Luke Rowe (GBR)          | 122è                 |
| 115                  | Magnus Sheffield (USA)   | 22è                  |
| 116                  | Connor Swift (GBR)       | 91è                  |
| 117                  | Ben Turner (GBR)         | DNF                  |

| Movistar Team MOV | Movistar Team MOV                 | Movistar Team MOV |
| ----------------- | --------------------------------- | ----------------- |
| Núm               | Ciclista                          | Pos               |
| 121               | Imanol Erviti Ollo (ESP)          | 50è               |
| 122               | Iván García Cortina (ESP)         | DNF               |
| 123               | Mathias Norsgaard Jørgensen (DEN) | 82è               |
| 124               | Matteo Jorgenson (USA)            | 18è               |
| 125               | Max Kanter (GER)                  | 38è               |
| 126               | Lluís Mas Bonet (ESP)             | 40è               |
| 127               | Iván Romeo Abad (ESP)             | 76è               |

| Arkéa-Samsic ARK | Arkéa-Samsic ARK      | Arkéa-Samsic ARK |
| ---------------- | --------------------- | ---------------- |
| Núm              | Ciclista              | Pos              |
| 131              | Jenthe Biermans (BEL) | 37è              |
| 132              | Alan Riou (FRA)       | DNF              |
| 133              | Donavan Grondin (FRA) | DNF              |
| 134              | Mathis Le Berre (FRA) | 23è              |
| 135              | Matis Louvel (FRA)    | 13è              |
| 136              | Daniel McLay (GBR)    | DNF              |
| 137              | Clément Russo (FRA)   | 51è              |

| Team DSM DSM | Team DSM DSM           | Team DSM DSM |
| ------------ | ---------------------- | ------------ |
| Núm          | Ciclista               | Pos          |
| 141          | John Degenkolb (GER)   | 32è          |
| 142          | Patrick Bevin (NZL)    | DNF          |
| 143          | Pavel Bittner (CZE)    | 42è          |
| 144          | Nils Eekhoff (NED)     | 81è          |
| 145          | Marius Mayrhofer (GER) | DNF          |
| 146          | Sean Flynn (GBR)       | 39è          |
| 147          | Kevin Vermaerke (USA)  | 102è         |

| Team Jayco AlUla JAY | Team Jayco AlUla JAY          | Team Jayco AlUla JAY |
| -------------------- | ----------------------------- | -------------------- |
| Núm                  | Ciclista                      | Pos                  |
| 151                  | Zdeněk Štybar (CZE)           | DNF                  |
| 152                  | Felix Engelhardt (GER)        | 108è                 |
| 153                  | Luke Durbridge (AUS)          | NP                   |
| 154                  | Kelland O'Brien (AUS)         | 123è                 |
| 155                  | Alexandre Balmer (SUI)        | DNF                  |
| 156                  | Lukas Pöstlberger (AUT)       | DNF                  |
| 157                  | Christopher Juul-Jensen (DEN) | DNF                  |

| Trek-Segafredo TFS | Trek-Segafredo TFS   | Trek-Segafredo TFS |
| ------------------ | -------------------- | ------------------ |
| Núm                | Ciclista             | Pos                |
| 161                | Jasper Stuyven (BEL) | 58è                |
| 162                | Daan Hoole (NED)     | 113è               |
| 163                | Alex Kirsch (LUX)    | 74è                |
| 164                | Bauke Mollema (NED)  | 73è                |
| 165                | Toms Skujiņš (LAT)   | 55è                |
| 166                | Edward Theuns (BEL)  | 35è                |
| 167                | Mathias Vacek (CZE)  | 79è                |

| UAE Team Emirates UAD | UAE Team Emirates UAD  | UAE Team Emirates UAD |
| --------------------- | ---------------------- | --------------------- |
| Núm                   | Ciclista               | Pos                   |
| 171                   | Tim Wellens (BEL)      | 26è                   |
| 172                   | Pascal Ackermann (GER) | DNF                   |
| 173                   | Rui Oliveira (POR)     | 9è                    |
| 174                   | Sjoerd Bax (NED)       | DNF                   |
| 175                   | Ivo Oliveira (POR)     | DNF                   |
| 176                   | Matteo Trentin (ITA)   | 98è                   |
| 177                   | Michael Vink (NZL)     | 100è                  |

| Lotto Dstny LTD | Lotto Dstny LTD          | Lotto Dstny LTD |
| --------------- | ------------------------ | --------------- |
| Núm             | Ciclista                 | Pos             |
| 181             | Victor Campenaerts (BEL) | 62è             |
| 182             | Cedric Beullens (BEL)    | 56è             |
| 183             | Jasper De Buyst (BEL)    | DNF             |
| 184             | Frederik Frison (BEL)    | 97è             |
| 185             | Arnaud De Lie (BEL)      | 2n              |
| 186             | Brent Van Moer (BEL)     | 48è             |
| 187             | Florian Vermeersch (BEL) | 43è             |

| Israel-Premier Tech IPT | Israel-Premier Tech IPT | Israel-Premier Tech IPT |
| ----------------------- | ----------------------- | ----------------------- |
| Núm                     | Ciclista                | Pos                     |
| 191                     | Sep Vanmarcke (BEL)     | 10è                     |
| 192                     | Guillaume Boivin (CAN)  | 120è                    |
| 193                     | Reto Hollenstein (SUI)  | DNF                     |
| 194                     | Krists Neilands (LAT)   | DNF                     |
| 195                     | Jens Reynders (BEL)     | DNF                     |
| 196                     | Guy Sagiv (ISR)         | DNF                     |
| 197                     | Tom Van Asbroeck (BEL)  | DNF                     |

| TotalEnergies TEN | TotalEnergies TEN          | TotalEnergies TEN |
| ----------------- | -------------------------- | ----------------- |
| Núm               | Ciclista                   | Pos               |
| 201               | Peter Sagan (SVK) (ruta)   | 117è              |
| 202               | Edvald Boasson Hagen (NOR) | 65è               |
| 203               | Sandy Dujardin (FRA)       | 103è              |
| 204               | Daniel Oss (ITA)           | DNF               |
| 205               | Lorrenzo Manzin (FRA)      | DNF               |
| 206               | Anthony Turgis (FRA)       | 96è               |
| 207               | Dries Van Gestel (BEL)     | 45è               |

| Bingoal WB BWB | Bingoal WB BWB                 | Bingoal WB BWB |
| -------------- | ------------------------------ | -------------- |
| Núm            | Ciclista                       | Pos            |
| 211            | Louis Blouwe (BEL)             | 112è           |
| 212            | Julian Mertens (BEL)           | 60è            |
| 213            | Rémy Mertz (BEL)               | 92è            |
| 214            | Ludovic Robeet (BEL)           | 68è            |
| 215            | Luca Van Boven (BEL)           | 118è           |
| 216            | Guillaume Van Keirsbulck (BEL) | DNF            |
| 217            | Dorian de Maeght (BEL)         | DNF            |

| Human Powered Health HPM | Human Powered Health HPM     | Human Powered Health HPM |
| ------------------------ | ---------------------------- | ------------------------ |
| Núm                      | Ciclista                     | Pos                      |
| 221                      | Stephen Bassett (USA)        | DNF                      |
| 222                      | Pier-André Côté (CAN) (ruta) | DNF                      |
| 223                      | Adam de Vos (CAN)            | 83è                      |
| 224                      | Colin Joyce (USA)            | DNF                      |
| 225                      | Barnabás Peák (HUN)          | DNF                      |
| 226                      | Benjamin Perry (CAN)         | 104è                     |
| 227                      | Gijs Van Hoecke (BEL)        | DNF                      |

| Team Flanders-Baloise TFB | Team Flanders-Baloise TFB | Team Flanders-Baloise TFB |
| ------------------------- | ------------------------- | ------------------------- |
| Núm                       | Ciclista                  | Pos                       |
| 231                       | Sander De Pestel (BEL)    | DNF                       |
| 232                       | Gilles De Wilde (BEL)     | 124è                      |
| 233                       | Vincent Van Hemelen (BEL) | DNF                       |
| 234                       | Vito Braet (BEL)          | 121è                      |
| 235                       | Alex Colman (BEL)         | 111è                      |
| 236                       | Ruben Apers (BEL)         | DNF                       |
| 237                       | Ward Vanhoof (BEL)        | 86è                       |

| Uno-X Pro Cycling Team UXT | Uno-X Pro Cycling Team UXT   | Uno-X Pro Cycling Team UXT |
| -------------------------- | ---------------------------- | -------------------------- |
| Núm                        | Ciclista                     | Pos                        |
| 241                        | Alexander Kristoff (NOR)     | 4t                         |
| 242                        | Jonas Abrahamsen (NOR)       | 101è                       |
| 243                        | Martin Bugge Urianstad (NOR) | 47è                        |
| 244                        | William Blume Levy (DEN)     | 90è                        |
| 245                        | Erik Nordsæter Resell (NOR)  | 49è                        |
| 246                        | Anders Skaarseth (NOR)       | 46è                        |
| 247                        | Rasmus Tiller (NOR) (ruta)   | 31è                        |

| Jumbo-Visma TJV | Jumbo-Visma TJV            | Jumbo-Visma TJV |
| --------------- | -------------------------- | --------------- |
| Núm             | Ciclista                   | Pos             |
| 1               | Tiesj Benoot (BEL)         | 15è             |
| 2               | Edoardo Affini (ITA)       | 115è            |
| 3               | Christophe Laporte (FRA)   | 3r              |
| 4               | Jan Tratnik (SLO)          | 94è             |
| 5               | Dylan van Baarle (NED)     | 1r              |
| 6               | Tim Van Dijke (NED)        | 114è            |
| 7               | Nathan Van Hooydonck (BEL) | 30è             |

| Soudal Quick-Step SOQ | Soudal Quick-Step SOQ         | Soudal Quick-Step SOQ |
| --------------------- | ----------------------------- | --------------------- |
| Núm                   | Ciclista                      | Pos                   |
| 11                    | Yves Lampaert (BEL)           | 71è                   |
| 12                    | Davide Ballerini (ITA)        | 6è                    |
| 13                    | Tim Declercq (BEL)            | DNF                   |
| 14                    | Stan Van Tricht (BEL)         | 125è                  |
| 15                    | Casper Pedersen (DEN)         | 59è                   |
| 16                    | Florian Sénéchal (FRA) (ruta) | 77è                   |
| 17                    | Jannik Steimle (GER)          | 116è                  |

| Intermarché-Circus-Wanty ICW | Intermarché-Circus-Wanty ICW | Intermarché-Circus-Wanty ICW |
| ---------------------------- | ---------------------------- | ---------------------------- |
| Núm                          | Ciclista                     | Pos                          |
| 21                           | Sven Erik Bystrøm (NOR)      | 54è                          |
| 22                           | Rune Herregodts (BEL)        | DNF                          |
| 23                           | Arne Marit (BEL)             | 105è                         |
| 24                           | Hugo Page (FRA)              | 110è                         |
| 25                           | Baptiste Planckaert (BEL)    | 93è                          |
| 26                           | Mike Teunissen (NED)         | 11è                          |
| 27                           | Laurenz Rex (BEL)            | DNF                          |

| Alpecin-Deceuninck ADC | Alpecin-Deceuninck ADC     | Alpecin-Deceuninck ADC |
| ---------------------- | -------------------------- | ---------------------- |
| Núm                    | Ciclista                   | Pos                    |
| 31                     | Jasper Philipsen (BEL)     | 33è                    |
| 32                     | Dries De Bondt (BEL)       | 44è                    |
| 33                     | Michael Gogl (AUT)         | DNF                    |
| 34                     | Søren Kragh Andersen (DEN) | 99è                    |
| 35                     | Oscar Riesebeek (NED)      | 89è                    |
| 36                     | Robert Stannard (AUS)      | 66è                    |
| 37                     | Gianni Vermeersch (BEL)    | 72è                    |

| AG2R Citroën Team ACT | AG2R Citroën Team ACT   | AG2R Citroën Team ACT |
| --------------------- | ----------------------- | --------------------- |
| Núm                   | Ciclista                | Pos                   |
| 41                    | Greg Van Avermaet (BEL) | 34è                   |
| 42                    | Oliver Naesen (BEL)     | 19è                   |
| 43                    | Lawrence Naesen (BEL)   | 84è                   |
| 44                    | Stan Dewulf (BEL)       | 41è                   |
| 45                    | Benoît Cosnefroy (FRA)  | 63è                   |
| 46                    | Michael Schär (SUI)     | DNF                   |
| 47                    | Damien Touzé (FRA)      | 70è                   |

| Astana Qazaqstan Team AST | Astana Qazaqstan Team AST   | Astana Qazaqstan Team AST |
| ------------------------- | --------------------------- | ------------------------- |
| Núm                       | Ciclista                    | Pos                       |
| 51                        | Leonardo Basso (ITA)        | 107è                      |
| 52                        | Luis León Sánchez Gil (ESP) | 119è                      |
| 53                        | Manuele Boaro (ITA)         | DNF                       |
| 54                        | Ievgueni Guiditx (KAZ)      | DNF                       |
| 55                        | Yevgeniy Fedorov (KAZ)      | 85è                       |
| 56                        | Martin Laas (EST)           | DNF                       |
| 57                        | Gleb Syrica                 | DNF                       |

| Bahrain Victorious TBV | Bahrain Victorious TBV | Bahrain Victorious TBV |
| ---------------------- | ---------------------- | ---------------------- |
| Núm                    | Ciclista               | Pos                    |
| 61                     | Matej Mohorič (SLO)    | 21è                    |
| 62                     | Filip Maciejuk (POL)   | 69è                    |
| 63                     | Jonathan Milan (ITA)   | 36è                    |
| 64                     | Andrea Pasqualon (ITA) | 8è                     |
| 65                     | Dušan Rajović (SRB)    | 88è                    |
| 66                     | Jasha Sütterlin (GER)  | DNF                    |
| 67                     | Fred Wright (GBR)      | 57è                    |

| Bora-Hansgrohe BOH | Bora-Hansgrohe BOH       | Bora-Hansgrohe BOH |
| ------------------ | ------------------------ | ------------------ |
| Núm                | Ciclista                 | Pos                |
| 71                 | Jordi Meeus (BEL)        | DNF                |
| 72                 | Nico Denz (GER)          | DNF                |
| 73                 | Marco Haller (AUT)       | 80è                |
| 74                 | Jonas Koch (GER)         | 28è                |
| 75                 | Luis-Joe Lührs (GER)     | DNF                |
| 76                 | Nils Politt (GER) (ruta) | 7è                 |
| 77                 | Ide Schelling (NED)      | 14è                |

| Cofidis COF | Cofidis COF            | Cofidis COF |
| ----------- | ---------------------- | ----------- |
| Núm         | Ciclista               | Pos         |
| 81          | Axel Zingle (FRA)      | 95è         |
| 82          | André Carvalho (POR)   | DNF         |
| 83          | Wesley Kreder (NED)    | DNF         |
| 84          | Christophe Noppe (BEL) | 109è        |
| 85          | Alexis Renard (FRA)    | 53è         |
| 86          | Jelle Wallays (BEL)    | 87è         |
| 87          | Piet Allegaert (BEL)   | 12è         |

| EF Education-EasyPost EFE | EF Education-EasyPost EFE | EF Education-EasyPost EFE |
| ------------------------- | ------------------------- | ------------------------- |
| Núm                       | Ciclista                  | Pos                       |
| 91                        | Jens Keukeleire (BEL)     | 64è                       |
| 92                        | Owain Doull (GBR)         | 16è                       |
| 93                        | Stefan Bissegger (SUI)    | 20è                       |
| 94                        | Jonas Rutsch (GER)        | 24è                       |
| 95                        | Thomas Scully (NZL)       | NP                        |
| 96                        | James Shaw (GBR)          | 67è                       |
| 97                        | Julius van den Berg (NED) | 29è                       |

| Groupama-FDJ GFC | Groupama-FDJ GFC      | Groupama-FDJ GFC |
| ---------------- | --------------------- | ---------------- |
| Núm              | Ciclista              | Pos              |
| 101              | Stefan Küng (SUI)     | 25è              |
| 102              | Lewis Askey (GBR)     | 61è              |
| 103              | Kevin Geniets (LUX)   | 27è              |
| 104              | Olivier Le Gac (FRA)  | 52è              |
| 105              | Fabian Lienhard (SUI) | 78è              |
| 106              | Jake Stewart (GBR)    | 17è              |
| 107              | Samuel Watson (GBR)   | 75è              |

| Ineos Grenadiers IGD | Ineos Grenadiers IGD     | Ineos Grenadiers IGD |
| -------------------- | ------------------------ | -------------------- |
| Núm                  | Ciclista                 | Pos                  |
| 111                  | Thomas Pidcock (GBR)     | 5è                   |
| 112                  | Brandon Rivera (COL)     | DNF                  |
| 113                  | Michał Kwiatkowski (POL) | 106è                 |
| 114                  | Luke Rowe (GBR)          | 122è                 |
| 115                  | Magnus Sheffield (USA)   | 22è                  |
| 116                  | Connor Swift (GBR)       | 91è                  |
| 117                  | Ben Turner (GBR)         | DNF                  |

| Movistar Team MOV | Movistar Team MOV                 | Movistar Team MOV |
| ----------------- | --------------------------------- | ----------------- |
| Núm               | Ciclista                          | Pos               |
| 121               | Imanol Erviti Ollo (ESP)          | 50è               |
| 122               | Iván García Cortina (ESP)         | DNF               |
| 123               | Mathias Norsgaard Jørgensen (DEN) | 82è               |
| 124               | Matteo Jorgenson (USA)            | 18è               |
| 125               | Max Kanter (GER)                  | 38è               |
| 126               | Lluís Mas Bonet (ESP)             | 40è               |
| 127               | Iván Romeo Abad (ESP)             | 76è               |

| Arkéa-Samsic ARK | Arkéa-Samsic ARK      | Arkéa-Samsic ARK |
| ---------------- | --------------------- | ---------------- |
| Núm              | Ciclista              | Pos              |
| 131              | Jenthe Biermans (BEL) | 37è              |
| 132              | Alan Riou (FRA)       | DNF              |
| 133              | Donavan Grondin (FRA) | DNF              |
| 134              | Mathis Le Berre (FRA) | 23è              |
| 135              | Matis Louvel (FRA)    | 13è              |
| 136              | Daniel McLay (GBR)    | DNF              |
| 137              | Clément Russo (FRA)   | 51è              |

| Team DSM DSM | Team DSM DSM           | Team DSM DSM |
| ------------ | ---------------------- | ------------ |
| Núm          | Ciclista               | Pos          |
| 141          | John Degenkolb (GER)   | 32è          |
| 142          | Patrick Bevin (NZL)    | DNF          |
| 143          | Pavel Bittner (CZE)    | 42è          |
| 144          | Nils Eekhoff (NED)     | 81è          |
| 145          | Marius Mayrhofer (GER) | DNF          |
| 146          | Sean Flynn (GBR)       | 39è          |
| 147          | Kevin Vermaerke (USA)  | 102è         |

| Team Jayco AlUla JAY | Team Jayco AlUla JAY          | Team Jayco AlUla JAY |
| -------------------- | ----------------------------- | -------------------- |
| Núm                  | Ciclista                      | Pos                  |
| 151                  | Zdeněk Štybar (CZE)           | DNF                  |
| 152                  | Felix Engelhardt (GER)        | 108è                 |
| 153                  | Luke Durbridge (AUS)          | NP                   |
| 154                  | Kelland O'Brien (AUS)         | 123è                 |
| 155                  | Alexandre Balmer (SUI)        | DNF                  |
| 156                  | Lukas Pöstlberger (AUT)       | DNF                  |
| 157                  | Christopher Juul-Jensen (DEN) | DNF                  |

| Trek-Segafredo TFS | Trek-Segafredo TFS   | Trek-Segafredo TFS |
| ------------------ | -------------------- | ------------------ |
| Núm                | Ciclista             | Pos                |
| 161                | Jasper Stuyven (BEL) | 58è                |
| 162                | Daan Hoole (NED)     | 113è               |
| 163                | Alex Kirsch (LUX)    | 74è                |
| 164                | Bauke Mollema (NED)  | 73è                |
| 165                | Toms Skujiņš (LAT)   | 55è                |
| 166                | Edward Theuns (BEL)  | 35è                |
| 167                | Mathias Vacek (CZE)  | 79è                |

| UAE Team Emirates UAD | UAE Team Emirates UAD  | UAE Team Emirates UAD |
| --------------------- | ---------------------- | --------------------- |
| Núm                   | Ciclista               | Pos                   |
| 171                   | Tim Wellens (BEL)      | 26è                   |
| 172                   | Pascal Ackermann (GER) | DNF                   |
| 173                   | Rui Oliveira (POR)     | 9è                    |
| 174                   | Sjoerd Bax (NED)       | DNF                   |
| 175                   | Ivo Oliveira (POR)     | DNF                   |
| 176                   | Matteo Trentin (ITA)   | 98è                   |
| 177                   | Michael Vink (NZL)     | 100è                  |

| Lotto Dstny LTD | Lotto Dstny LTD          | Lotto Dstny LTD |
| --------------- | ------------------------ | --------------- |
| Núm             | Ciclista                 | Pos             |
| 181             | Victor Campenaerts (BEL) | 62è             |
| 182             | Cedric Beullens (BEL)    | 56è             |
| 183             | Jasper De Buyst (BEL)    | DNF             |
| 184             | Frederik Frison (BEL)    | 97è             |
| 185             | Arnaud De Lie (BEL)      | 2n              |
| 186             | Brent Van Moer (BEL)     | 48è             |
| 187             | Florian Vermeersch (BEL) | 43è             |

| Israel-Premier Tech IPT | Israel-Premier Tech IPT | Israel-Premier Tech IPT |
| ----------------------- | ----------------------- | ----------------------- |
| Núm                     | Ciclista                | Pos                     |
| 191                     | Sep Vanmarcke (BEL)     | 10è                     |
| 192                     | Guillaume Boivin (CAN)  | 120è                    |
| 193                     | Reto Hollenstein (SUI)  | DNF                     |
| 194                     | Krists Neilands (LAT)   | DNF                     |
| 195                     | Jens Reynders (BEL)     | DNF                     |
| 196                     | Guy Sagiv (ISR)         | DNF                     |
| 197                     | Tom Van Asbroeck (BEL)  | DNF                     |

| TotalEnergies TEN | TotalEnergies TEN          | TotalEnergies TEN |
| ----------------- | -------------------------- | ----------------- |
| Núm               | Ciclista                   | Pos               |
| 201               | Peter Sagan (SVK) (ruta)   | 117è              |
| 202               | Edvald Boasson Hagen (NOR) | 65è               |
| 203               | Sandy Dujardin (FRA)       | 103è              |
| 204               | Daniel Oss (ITA)           | DNF               |
| 205               | Lorrenzo Manzin (FRA)      | DNF               |
| 206               | Anthony Turgis (FRA)       | 96è               |
| 207               | Dries Van Gestel (BEL)     | 45è               |

| Bingoal WB BWB | Bingoal WB BWB                 | Bingoal WB BWB |
| -------------- | ------------------------------ | -------------- |
| Núm            | Ciclista                       | Pos            |
| 211            | Louis Blouwe (BEL)             | 112è           |
| 212            | Julian Mertens (BEL)           | 60è            |
| 213            | Rémy Mertz (BEL)               | 92è            |
| 214            | Ludovic Robeet (BEL)           | 68è            |
| 215            | Luca Van Boven (BEL)           | 118è           |
| 216            | Guillaume Van Keirsbulck (BEL) | DNF            |
| 217            | Dorian de Maeght (BEL)         | DNF            |

| Human Powered Health HPM | Human Powered Health HPM     | Human Powered Health HPM |
| ------------------------ | ---------------------------- | ------------------------ |
| Núm                      | Ciclista                     | Pos                      |
| 221                      | Stephen Bassett (USA)        | DNF                      |
| 222                      | Pier-André Côté (CAN) (ruta) | DNF                      |
| 223                      | Adam de Vos (CAN)            | 83è                      |
| 224                      | Colin Joyce (USA)            | DNF                      |
| 225                      | Barnabás Peák (HUN)          | DNF                      |
| 226                      | Benjamin Perry (CAN)         | 104è                     |
| 227                      | Gijs Van Hoecke (BEL)        | DNF                      |

| Team Flanders-Baloise TFB | Team Flanders-Baloise TFB | Team Flanders-Baloise TFB |
| ------------------------- | ------------------------- | ------------------------- |
| Núm                       | Ciclista                  | Pos                       |
| 231                       | Sander De Pestel (BEL)    | DNF                       |
| 232                       | Gilles De Wilde (BEL)     | 124è                      |
| 233                       | Vincent Van Hemelen (BEL) | DNF                       |
| 234                       | Vito Braet (BEL)          | 121è                      |
| 235                       | Alex Colman (BEL)         | 111è                      |
| 236                       | Ruben Apers (BEL)         | DNF                       |
| 237                       | Ward Vanhoof (BEL)        | 86è                       |

| Uno-X Pro Cycling Team UXT | Uno-X Pro Cycling Team UXT   | Uno-X Pro Cycling Team UXT |
| -------------------------- | ---------------------------- | -------------------------- |
| Núm                        | Ciclista                     | Pos                        |
| 241                        | Alexander Kristoff (NOR)     | 4t                         |
| 242                        | Jonas Abrahamsen (NOR)       | 101è                       |
| 243                        | Martin Bugge Urianstad (NOR) | 47è                        |
| 244                        | William Blume Levy (DEN)     | 90è                        |
| 245                        | Erik Nordsæter Resell (NOR)  | 49è                        |
| 246                        | Anders Skaarseth (NOR)       | 46è                        |
| 247                        | Rasmus Tiller (NOR) (ruta)   | 31è                        |